# Hosiojärvi, Lappland
Hosiojärvi är en sjö i Kiruna kommun i Lappland och ingår i Torneälvens huvudavrinningsområde. Sjön är 7,4 meter djup, har en yta på 0,116 kvadratkilometer och är belägen 288,9 meter över havet.

## Delavrinningsområde
Hosiojärvi ingår i det delavrinningsområde (752133-173572) som SMHI kallar för Ovan VDRID = Kallokkajoki i Torneälvens vattendra*. Medelhöjden är 289 meter över havet och ytan är 42,8 kvadratkilometer. Räknas de 374 avrinningsområdena uppströms in blir den ackumulerade arean 6 930,31 kvadratkilometer. Avrinningsområdets utflöde Torneälven (Kamajåkka) mynnar i havet. Avrinningsområdet består mestadels av skog (74 procent). Avrinningsområdet har 2,89 kvadratkilometer vattenytor vilket ger det en sjöprocent på 6,7 procent.